# Evangelische Kirche A. u. H. B. in Österreich
Die Evangelische Kirche Augsburgischen und Helvetischen Bekenntnisses in Österreich, meist abgekürzt als Evangelische Kirche A. u. H. B. in Österreich, ist der Zusammenschluss der jeweils eigenständigen Evangelischen Kirche A.B. in Österreich und der Evangelischen Kirche H.B. in Österreich.
Die Evangelische Kirche A. B. ist nach dem Augsburger Bekenntnis (A. B.) benannt; sie ist die lutherische Kirche in Österreich. Die Evangelische Kirche H. B. hat ihre Bezeichnung nach dem Helvetischen Bekenntnis (H. B.) und ist die reformierte Kirche des Landes. A. u. H. B. bzw. A.u.H.B. steht somit für „A. B. und H. B.“ oder „Augsburger und Helvetisches Bekenntnis“ und damit für die Union der beiden großen protestantischen Kirchen Österreichs.

Verhältnis von Katholiken (lila), Protestanten (purpur) und Sonstigen (weiß) nach Bundesland (2001)
Der Schwerpunkt rund um Salzkammergut/Ausseerland verteilt sich auf die Bundesländer Salzburg, Oberösterreich und Steiermark.

Die Anzahl der Mitglieder der beiden großen evangelischen Kirchen Österreichs nimmt seit Jahrzehnten kontinuierlich ab und lag Ende 2024 bei rund 2,7 % der Gesamtbevölkerung Österreichs.

## Geschichte

### Reformation und Gegenreformation
Bereits in den 1520er Jahren wurden in Wien und Breslau Luthers Schriften nachgedruckt. Viele katholische Priester predigten die evangelischen Lehre, und außerhalb von Wien und Umgebung wechselten viele Städte zum Protestantismus. 1524 wurde mit Caspar Tauber einer der ersten evangelischen Märtyrer auf österreichischem Boden hingerichtet. Die Ausläufer des Deutschen Bauernkrieges erreichten auch Teile des Habsburgerreiches; der Bauernaufstand ist im Rahmen der evangelischen Bewegung dieser Zeit zu sehen. Die Niederschlagung der Aufstände führte regelmäßig auch zur Ausschaltung der evangelischen Landstände und der sympathisierenden Priester. Petitionen von 1538 (Oberösterreich) und 1541 (Prager Generallandtag) verlangten von Ferdinand I., die Predigt des reinen Wortes Gottes und den rechtmäßigen Gebrauch der Sakramente zuzulassen. Vertreter bedeutender Adelsgeschlechter, etwa der Polheim, Starhemberg, Ungnad, Herberstein, sowie die Vertreter landesfürstlicher Städte, unter anderen Graz, Linz, Laibach, Enns, Steyr, unterstützten die Petitionen. Nach dem Sieg Kaiser Karls V. über den Schmalkaldischen Bund im Jahr 1547 wurde die Gegenreformation in Österreich stärker vorangetrieben.
Ab 1600 kam es zu systematischen Bücherverbrennungen; allein in Graz wurden rund 10.000 evangelische Bücher verbrannt. Die Geheimprotestanten suchten daraufhin ihr Schriftgut sorgfältig zu verstecken. Aus den anderen Teilen des Reiches wurden Bücher hereingeschmuggelt. Eine lutherische Bibel hatte den Tauschwert einer Kuh. Die „einfachen“ Bürger wurden durch Geldstrafen zum Besuch des katholischen Gottesdienstes gezwungen, worauf mehrere Auswanderungswellen folgten. Die österreichische Aristokratie wurde erst ab 1628 mit der Forderung zur Konversion – binnen Jahresfrist – belangt. Zu den Migranten gehörte auch die Familie des damals etwa 7-jährigen Justinian von Welz, der später zu einem Pionier der lutherischen Weltmission wurde. Nach dem Oberösterreichischen Bauernkrieg von 1626 hörte das offizielle ständische Kirchentum praktisch zu bestehen auf.

### Geheimprotestanten und Transmigranten
In der österreichischen Monarchie konnte sich der Geheimprotestantismus unterschiedlich lange halten. Während er rund um die großen Städte innerhalb von zwei bis drei Generation erlosch, konnte er sich in Berg- und Grenzgebieten bis zum Toleranzpatent des Jahres 1781 halten. Die Geschichte der Salzburger Exulanten und der Landler und Transmigranten ist ebenfalls im 16. Jahrhundert angesiedelt. Außerdem gab es zu dieser Zeit evangelische Gottesdienste in Wien in der niederländischen Gesandtschaftskapelle (reformiert) und in den Kapellen der dänischen und der schwedischen Gesandtschaft (lutherisch).
Die Geheimprotestanten hielten bei äußerlicher Konzession an die Staatsreligion durch Lesegottesdienste und private Lektüre von Bibeln und Gebetsbüchern an ihrem Glauben fest. Die meisten dieser Bücher entstammten der Periode der (evangelischen) Orthodoxie und des Frühpietismus; dadurch waren die österreichischen Evangelischen praktisch von den geistlichen Strömungen im übrigen Deutschen Reich abgeschnitten, wo bereits die Spätaufklärung eingesetzt hatte.

### Toleranzpatent von 1781 und Folgezeit
Joseph II. erließ im Oktober 1781 das so genannte Toleranzpatent für die Evangelischen Augsburgischen und Helvetischen Bekenntnisses sowie für die Orthodoxen. Seit 1781 durften Nichtkatholiken, wenn sie 500 Seelen oder 100 Familien stark waren, eigene Gemeinden bilden. Die Bethäuser durften keinen Eingang von der Straße und keinen Turm haben. Der „offizielle Übertritt“ der bisherigen Geheimprotestanten in die „richtige“ evangelische Gemeinde hatte vor einer staatlichen Kommission zu erfolgen; es gehörte also eine große Zivilcourage zu diesem Schritt.
Zwischen 1781 und 1785 entstanden 48 Toleranzgemeinden in Österreich, so zum Beispiel Ramsau am Dachstein (1782), Bad Goisern (1782), Gosau (1784), Wels (1782) und Wien (1782). Ende 1785 waren bereits über 107.000 Personen als Evangelische im damaligen Cisleithanien „registriert“. Nach Ableben des Kaisers wurde das Toleranzpatent in einigen Landesteilen sehr restriktiv gehandhabt, so etwa gegenüber den Zillertaler Inklinanten.

### 19. Jahrhundert
Die evangelische Kirche in Österreich konnte im 19. Jahrhundert ihre Infrastruktur – also Kirchen, Schulen, Krankenhäuser – weiter aufbauen. Durch die Revolution von 1848 kam es zu einer weiteren Verbesserung der Situation. Der Übertritt zu einer anderen Konfession wurde frei (ohne Zwangsreligionsunterricht für Evangelische), die evangelischen Pfarrer bekamen das Recht zur Führung von standesamtlich gültigen Matrikeln, und an katholische Priester musste keine Stolgebühr mehr gezahlt werden. Kaiser Franz Joseph I. erließ am 8. April 1861 das Protestantenpatent. Durch dieses Gesetz erhielt die evangelische Kirche erstmals eine relative rechtliche Gleichstellung. 
Durch den Wegfall der 500-Seelen-Klausel konnten vermehrt Pfarrgemeinden gegründet werden. Der Aufbau der Kirche wurde vierstufig festgelegt: Pfarr-, Seniorats-, Superintential- und Gesamtgemeinde. Die Generalsynoden konnten jetzt Gesetze erlassen, die freilich noch vom Kaiser bestätigt werden mussten. Der Gustav-Adolf-Verein konnte offiziell auch in Österreich seine Arbeit aufnehmen.

### 20. Jahrhundert
Von 1900 bis 1939 verdreifachte sich die Gesamtzahl der Protestanten in Österreich und erreichte rund 5,5 % der Gesamtbevölkerung. Die evangelischen Kirchen Österreichs wurden von einem Evangelischen Oberkirchenrat (EOK) verwaltet, einer staatlichen Behörde, die dem Kultusministerium in Wien unterstellt war. Seit dem Ersten Weltkrieg war die A.-B.-Kirche in vier Superintendenzen gegliedert. Mehr als zwei Drittel der Mitglieder gehörten zur Superintendentur Wien; daneben gab es noch in Oberösterreich und im Burgenland eine nennenswerte Anzahl evangelischer Gemeinden. In den anderen Teilen Österreichs waren die Protestanten in einer Diaspora-Situation in katholischer Umgebung. Zum helvetischen Bekenntnis gehörten etwa 16.000 Mitglieder (Reformierte).
In Wien trafen sich viele Evangelische in der Evangelischen Allianz, und zwar Mitarbeiter(innen) der Schwedischen Israelmission, Stadtmission, Bibelgesellschaft, Volksmission, CVJM, aber auch einzelne Diakonissen, Religionslehrer und Pfarrer (wie Georg Traar oder Hans Rieger).
Die Evangelische Kirche Augsburgischen und Helvetischen Bekenntnisses wurde nach dem Anschluss Österreichs an das Deutsche Reich am 13. März 1938 im Sommer 1939 in die Deutsche Evangelische Kirche eingegliedert.
Von 126 Pfarrern der evangelischen Kirchen Österreichs waren 73 bereits vor der Annektierung Mitglieder der NSDAP. Nach dem Anschluss akzeptierte die NSDAP keine aktiven Pfarrer mehr als Mitglieder, ohne jedoch den betroffenen Bewerbern den Grund der Ablehnung mitzuteilen.
In den evangelischen Kreisen Österreichs gab es einen übersteigerten Deutschnationalismus, was zum einen daran lag, dass sich viele Protestanten am protestantisch geprägten Deutschen Reich orientierten. Zum anderen waren im Rahmen der Los-von-Rom-Bewegung viele deutschnational bzw. „großdeutsch“ gesinnte Katholiken zur evangelischen Konfession übergetreten. Die österreichischen Protestanten unterstützten in besonderem Maße die im Vertrag von Saint Germain durch die alliierten Siegermächte untersagten Bestrebungen zum Anschluss Deutschösterreichs an Deutschland.
1946 teilte die Kirchenleitung die „alte“ Wiener Diözese in vier neue Diözesen auf. 1949 akzeptierte die Republik eine neue Kirchenverfassung, die von der Generalsynode A. u. H. B. ausgearbeitet worden war. Nach dem Zweiten Weltkrieg blieben über 80.000 Flüchtlinge aus den Ostgebieten in Österreich und wurden in die evangelische Kirche integriert. 1961 erhielt die Kirche im so genannten Protestantengesetz (Bundesgesetz über äußere Rechtsverhältnisse der Evangelischen Kirche) erstmals volle rechtliche Freiheit. Der § 1 dieses Gesetzes wurde als Verfassungsbestimmung erlassen.

## Organisation
In der Evangelischen Kirche A. u. H. B. sind die A.-B.- und die H.-B.-Kirche zur gemeinsamen Verwaltung zusammengeschlossen.
Die Gemeinschaft ist als Evangelische Kirche eine Körperschaft des öffentlichen Rechts (Regelung in Verfassungsrang) und als Evangelische Kirche A. u. H. B. seit 1861 gesetzlich anerkannte Kirche – diesen Status haben auch beide Einzelkirchen. Die Mitglieder der Kirche A. u. H. B. sind keine natürlichen Personen, sondern ausschließlich die beiden Mitgliedskirchen.
Der Sitz der Verwaltung ist nicht bei der lutherischen oder der reformierten Stadtkirche in der Wiener Innenstadt (Dorotheergasse), sondern das Evangelische Zentrum in Währing (18.) bei der Sternwarte. 

### Oberkirchenrat
Die Kirchenleitung und die Vertretung der Kirche nach außen hat der Oberkirchenrat A. u. H. B. mit Sitz in Wien inne. Ihm gehören an: der Bischof und die Oberkirchenräte A. B. (für die A.-B.-Kirche) sowie der Landessuperintendent und ein weltlicher Oberkirchenrat H. B. (für die H.-B.-Kirche). Den Vorsitz führt der Vorsitzende des Oberkirchenrats A. B. Zu den Aufgaben des Oberkirchenrats A. u. H. B. gehören Verordnungen zur Vollziehung der Kirchenverfassung und der kirchlichen Gesetze der beiden Mitgliedskirchen sowie die Regelung des Religionsunterrichts.

### Generalsynode
Der Generalsynode gehören die Mitglieder der Synode A. B., sieben aus ihrer Mitte gewählte Vertreter der Synode H. B. und jeweils ein Vertreter der Evangelischen Jugend Österreichs, der Frauenarbeit, der Diakonie Österreichs, der Weltmission und eines weiteren kirchlichen Arbeitszweigs an. Die Generalsynode hat eine Arbeitsperiode von sechs Jahren. Zu ihren zentralen Aufgaben gehören die kirchliche Gesetzgebung (etwa die gemeinsame Kirchenverfassung), das Kirchenbeitragswesen und die Anerkennung kirchlicher Einrichtungen und Vereine. Auch die Zulassung der gemeinsamen Gesangbücher der lutherischen und reformierten Kirche obliegt der Generalsynode.

### Superintendenturen
Die Kirchengemeinschaft gliedert sich in acht Superindendenturen, sieben A. B. und eine H. B.
Siehe auch Liste der evangelischen Superintendenten in Österreich

## Aktivitäten

### Evangelischer Pressedienst
Der Evangelischer Pressedienst Österreich (epd Ö) ist eine Presseagentur, die der Evangelischen Kirche A. u. H. B. zuarbeitet. Die Rechtsform ist die eines unabhängigen kirchlichen Vereins mit Sitz in Wien. Chefredakteur des epd Ö ist Thomas Dasek.

### Amt für Hörfunk und Fernsehen
Im öffentlich-rechtlichen Sender ORF sind kirchliche Amtsträger mit Gottesdienst-Übertragungen im Fernsehen und in den Radiosendungen Zwischenruf und Motive – Glauben und Zweifeln vertreten. Dafür zuständig ist das Amt für Hörfunk und Fernsehen, dessen Leiter Pfarrer Marco Uschmann ist. Dieser ist ebenfalls Chefredakteur der evangelischen Kirchenzeitung SAAT – Evangelische Zeitung für Österreich, die monatlich erscheint, sowie Pfarrer für Öffentlichkeitsarbeit.

### Amtsblatt
Rechtliches Kundmachungsorgan ist das Amtsblatt für die Evangelische Kirche in Österreich.

### Interkonfessionelle und internationale Zusammenarbeit
Im Ökumenischen Rat der Kirchen in Österreich (ÖRKÖ) sind die beiden Teilkirchen für sich vertreten. Die Kirche A. u. H. B. vertritt aber die beiden Teilkirchen im internationalen Ökumenischen Rat der Kirchen (Weltkirchenrat).
Mit der Evangelisch-methodistischen Kirche in Österreich (Methodisten, Wesleyaner), einer eigenständig anerkannten Kirche, die auch nicht zu den Freikirchen in Österreich gehört, besteht heute eine enge Kirchengemeinschaft, die als Kanzel- und Abendmahlsgemeinschaft und in gemeinsamem Religionsunterricht ausgeübt wird.

### Evangelische Entwicklungszusammenarbeit
Die Evangelische Entwicklungszusammenarbeit fördert und koordiniert die Arbeit ihrer Mitgliederorganisationen in den Bereichen Entwicklungszusammenarbeit, Katastrophenhilfe, Weltmission und ökumenische Partnerschaftsarbeit. Dem Evangelischen Arbeitskreis für Entwicklungszusammenarbeit gehören die Organisationen Brot für die Welt Österreich, Diakonie Katastrophenhilfe, Evangelischer Arbeitskreis für Weltmission und die Kindernothilfe Österreich an.